# Hy Peskin
Hyman „Hy“ Peskin (5. November 1915 in Brooklyn, USA – 2. Juni 2005 in Herzlia, Israel) war ein amerikanischer Fotograf und Pionier der Sportfotografie.
Zahlreiche seiner Aufnahmen amerikanischer Sportler und Prominenter wurden in der Sports Illustrated und dem Life-Magazin veröffentlicht. 1966 änderte er seinen Namen in Brian Blaine Reynolds (zusammengesetzt aus den Namen seiner Söhne) und gründete die Academy of Achievement, die Jugendliche mit Politikern und Nobelpreisträgern in Kontakt bringt.

## Nachkommen
Peskin starb 2005 im Alter von 89 Jahren in Herzlia wegen technischer Probleme während seiner Dialyse. Er hinterließ seine zweite Ehefrau, Adriana Reynolds, zwei Söhne aus dieser Ehe (Brian Jeremy und Preston Blaine Reynolds), sowie drei Söhne aus seiner ersten Ehe (Evan, Ron und Wayne Reynolds).